# Љубинка Кларић
Љубинка Кларић (Београд, 23. април 1978) српска је позоришна, телевизијска и филмска глумица.

## Биографија
Љубинка Кларић је глуму дипломирала 2007. године на Факултету драмских уметности у Београду, у класи професора Предрага Бајчетића. Стални је члан Београдског драмског позоришта од 2009. године.
Своју филмску каријеру је започела 2001. године улогом у филму Нормални људи за коју је на 36. Филмским сусретима у Нишу добила Награду Царица Теодора.

## Филмографија
| Год.       | Назив                 | Улога                         |
| ---------- | --------------------- | ----------------------------- |
| 2000-е     |                       |                               |
| 2001.      | Нормални људи         | Мира                          |
| 2002.      | Т. Т. Синдром         | Тина                          |
| 2002.      | Рингераја             | Вера                          |
| 2003.      | 011 Београд           | Карина                        |
| 2003.      | Приватни животи       | Сибил Чејс                    |
| 2003.      | Новогодишњи програм   | Љубинка Кларић (ЛИЧНО)        |
| 2003.      | Неки нови клинци      | Мадмазел                      |
| 2004.      | Пољупци               | Жижа                          |
| 2004.      | Лифт                  | Лела                          |
| 2004.      | Црни Груја            | Смиљка / Перса                |
| 2004.      | Црни Груја 2          | Смиљка / Перса                |
| 2005.      | Дангубе!              | Весна                         |
| 2006.      | Седам и по            | Зорица                        |
| 2007.      | Љубав, навика, паника | Професорка физике             |
| 2008.      | Читуља за Ескобара    | Бојана                        |
| 2010-е     |                       |                               |
| 2008—2011. | Мој рођак са села     | Учитељица Дуња Шарчевић       |
| 2013.      | Љубав долази касније  | Жена са функцијом             |
| 2018—2019. | Ургентни центар       | Калина                        |
| 2019.      | Нек иде живот         | Михаела                       |
| 2020-е     |                       |                               |
| 2020—2021. | Тате                  | Елеонора Лола Каћански        |
| 2020—2022. | Клан                  | Цвета                         |
| 2021—2022. | Коло среће            | Даница Дана Ристић            |
| 2022.      | Државни службеник     | агент за некретнине           |
| 2022.      | Радио Милева          | Анђелка Рафаиловић            |
| 2023.      | Од јутра до сутра     | Владислава “Влајка” Филиповић |
| 2024.      | Мама                  |                               |